# El blues de Beale Street
El blues de Beale Street (originalment en anglès, If Beale Street Could Talk) és una pel·lícula dramàtica estatunidenca, escrita i dirigida per Barry Jenkins. Basada en la novel·la homònima de James Baldwin, és protagonitzada per Kiki Layne, Stephan James, Satisfan Domingo, Teyonah Parris, Michael Beach, Dave Franco, Diego Luna, Pedro Pascal, Ed Skrein, Brian Tyree Henry i Regina King. El 3 de gener de 2021 es va estrenar el doblatge en català a TV3.
Va tenir l'estrena mundial al Festival de Cinema de Toronto al setembre de 2018. L'estrena va ser el 14 de desembre de 2018 i va ser distribuïda per Annapurna Pictures. Va rebre l'aclamació dels crítics, que van lloar l'actuació (particularment de King), així com el guió i la direcció de Jenkins. El National Board of Review la va triar com una de les seves deu millors pel·lícules de 2018, també va guanyar el millor guió adaptat i la millor actriu secundària (King).

## Argument
Segueix una jove afroamericana que, amb el suport de la seva família, cerca netejar el nom del seu espòs acusat erròniament i provar la seva innocència abans del naixement del seu fill.

## Repartiment
- Kiki Layne: Clementine "Tish" Rivers
- Stephan James: Alonzo "Fonny" Hunt
- Teyonah Parris: Ernestine Rivers
- Regina King: Sharon Rivers
- Satisfan Domingo: el senyor Rivers
- Brian Tyree Henry: Daniel Carty
- Dave Franco
- Ed Skrein: l'agent Bell
- Michael Beach
- Finn Wittrock
- Aunjanue Ellis: Sra. Hunt
- Diego Luna: Pedrocito
- Pedro Pascal
- Emily Rios: Victoria

## Producció
El 10 de juliol de 2017, es va anunciar que Barry Jenkins dirigiria una adaptació de If Beale Street Could Talk, novel·la de James Baldwin. Jenkins va escriure el guió durant l'estiu de 2013, també va escriure Moonlight durant el mateix temps.
El 29 d'agost de 2017, Stephan James es va unir al repartiment. Al setembre de 2017, Kiki Layne i Teyonah Parris es van unir al repartiment.
El 18 d'octubre de 2017, el rodatge d'El blues de Beale Street havia iniciat a Nova York. Aquell mateix mes, Regina King, Colman Domingo, Brian Tyree Henry, Dave Franco i Ed Skrein es van unir al repartiment, amb Michael Beach, Finn Wittrock, Aunjanue Ellis i Diego Luna es van unir al novembre. Al desembre de 2017, Pedro Pascal i Emily Rios es van unir al repartiment.
Nicholas Britell va compondre la banda sonora.

## Estrena
El blues de Beale Street va tenir un llançament limitat als Estats Units el 14 de desembre de 2018, abans d'una expansió programada el 25 de desembre. Estava programada per ser llançada el 30 de novembre de 2018.
L'estrena mundial va passar al Festival de Cinema de Toronto el 14 de desembre del 2018. També es va projectar al Festival de Cinema de Nova York l'11 d'octubre de 2018, el Festival de Cinema de Nova Orleans el 21 d'octubre de 2018,i el Festival Internacional de Cinema de Saint Louis el 10 de novembre de 2018.

## Crítica
A la revista Rotten Tomatoes, la pel·lícula té un índex d'aprovació del 91 % basat en 88 comentaris, amb una qualificació mitjana de 8.7/10. El consens crític del lloc web diu: «El blues de Beale Street  honra el seu material original amb una adaptació bellament filmada que troba al director Barry Jenkins enfortint encara més el seu ofici visual i narratiu». A Metacritic, la pel·lícula té una puntuació mitjana ponderada de 87 sobre 100, basada en 19 crítiques, que indica «aclamació universal».
Eric Kohn d'IndieWire va donar a la pel·lícula una "A", dient: «El seguiment de Jenkins a Moonlight manté la seva pròpia estètica expressionista, amb colors exuberants i cares fascinants que parlen volums en poques paraules, la qual cosa resulta en una fascinant experiència híbrida. - una veu seminal del passat que es fusiona amb un del present en una fascinant explosió de passió creativa». Siddhant Adlakha de / Film va dir que la pel·lícula se sentia «elèctrica i viva» i va escriure: «Els mons que creen aquests personatges, ja sigui en forma de mirades individuals, penetrants de l'ànima o en moments de passió ardent filmats de perfil, porten amb si el pes» de la mateixa història de la qual Tish parla constantment.» Daniel Martínez a Fotogramas diu: «És una pel·lícula d'una bellesa desbordant […] una experiència sensorial tan aclaparadora que l'espectador deixa la sala amb una sensació contagiosa de infatuació malgrat el dolor i la malenconia que desprèn la història.»
Peter Travers a Rolling Stone afirma que «Jenkins crea un poema simfònic a través del dolor. […] Aquest és el tipus de cinema que sembla estar imbuït en el passat mentre reflecteix l'actualitat del moment, al mateix temps que és etern, tot alhora […] Puntuació: ★★★★½ (sobre 5)"